# 維納河 (喀麥隆)
維納河（法語：Vina），是喀麥隆的河流，屬於洛貢河的支流，發源自恩岡代雷以西的阿達馬瓦高原，河道全長314公里，河口在與乍得接壤的邊境。